# Villaornate y Castro
Villaornate y Castro település Spanyolországban, León tartományban. Lakosainak száma 337 fő (2024).

## Földrajza
Villaornate y Castro Villaquejida, Villamandos, Algadefe, Toral de los Guzmanes, Valencia de Don Juan, Villabraz, Fuentes de Carbajal és Campazas községekkel határos.

## Népesség
A település lakosságának változását az alábbi diagram mutatja:
| Lakosok száma | 530  | 472  | 446  | 418  | 401  | 386  | 360  | 356  | 333  | 337  |
|               | 2001 | 2004 | 2007 | 2009 | 2012 | 2014 | 2017 | 2019 | 2022 | 2024 |